# Cratolirion bognerianum
Cratolirion bognerianum — викопний вид квіткових рослин, що існував у крейдовому періоді (115—113 млн років тому). Одна з найдавніших відомих однодольних рослин.

## Скам'янілість
Скам'янілий відбиток рослини знайдений у відкладеннях формації Крату у штаті Сеара на північному сході Бразилії. Голотип зберігається у Музеї природознавства в Берліні. На відбитку чітко видно рослину заввишки 40 см з характерними для однодольних рисами — мичкувате коріння, паралельні листкові судини та тримірні квітки. Вважається, що це була водяна рослина, що росла у прісних водоймах.

## Назва
Вид описаний у 2019 році командою німецьких та бразильських науковців. Назва роду Cratolirion з грецької перекладається як «лілія з Крату». Видова назва С. bognerianum вшановує німецького ботаніка Йозефа Богара, за його внесок у систематику сучасних та викопних однодольних.

## Оригінальний опис
- Coiffard Clément, Kardjilov Nikolay, Manke Ingo, Bernardes-de-Oliveira Mary E. C. Fossil evidence of core monocots in the Early Cretaceous [Архівовано 17 вересня 2020 у Wayback Machine.] // Nature Plants. — 2019. — July (vol. 5, no. 7). — P. 691—696. — ISSN 2055-0278